# American McGee’s Grimm
American McGee’s Grimm – seria epizodycznych gier komputerowych z gatunku przygodowych gier akcji wyprodukowanych przez studio Spicy Horse w latach 2008 – 2009. Serię zaprojektował, podobnie jak poprzednią produkcję studia – American McGee’s Alice – R.J. Berg.
Seria liczy 23 epizody podzielone na trzy sezony po 7 – 8 odcinków, które są w większości oparte tematycznie na baśniach braci Grimm. Same gry zostały sklasyfikowane jako łatwo dostępne, a szef studia Spicy Horse – American McGee – powiedział, że posiadają one podobne cechy jak gra Katamari Damacy.
Poza grami z serii w kwietniu 2009 roku wydano wzorowany na nich komiks napisany przez Dwight L. MacPhersona oraz ilustrowany rysunkami Grant Bonda.

## Rozgrywka
W serii American McGee’s Grimm gracz kontroluje Grimma – krasnoluda, który gdziekolwiek pójdzie, kreuje ścieżkę ciemności. Dzieje się tak, ponieważ Grimm nie mógł już znieść tego, jak bardzo słodkie jak sacharyna stały się bajki, wobec czego powziął za swój cel przywrócenie im ich pierwotnego, bardziej mrocznego wyrazu. Plan swój wykonuje podróżując po baśniowych światach i zmieniając wszystko, co napotka na bardziej mroczne. Poprzez konwersję wystarczającej liczby obiektów może zwiększyć zasięg oddziaływania swoich mocy, jak również poprawić możliwości biegania i skoku. Niektóre postacie przeszkadzają Grimmowi w jego dziele przeistaczając na powrót tereny, które przemienił, jednak przy odpowiednim zasięgu mocy mogą zostać zatrzymani. Pomimo przywracania opowieści do ich oryginalnego stanu, Grimm w zasadzie redukuje je do mrocznych parodii, niszcząc ich oryginalny przekaz, co staje się możliwe, gdy wskaźnik ironii osiągnie odpowiednią wartość.

## Epizody

### Sezon 1
- 1. A Boy Learns What Fear Is (pol. Bajka o jednym takim, co wyruszył w świat, żeby strach pokonać) – wydany 31 lipca 2008[8]
- 2. Little Red Riding Hood (pol. Czerwony Kapturek) – wydany 7 sierpnia[9]
- 3. The Fischerman and His Wife (pol. O rybaku i jego żonie) – wydany 14 sierpnia[10]
- 4. Puss in Boots (pol. Kot w butach) – wydany 21 sierpnia[11]
- 5. The Girl Without Hands (pol. Bezręka dziewczyna) – wydany 28 sierpnia[12]
- 6. Godfather Death (pol. Kuma śmierć) – wydany 4 września[13]
- 7. The Devil and His Three Golden Hairs (pol. Bajka o diable z trzema złotymi włosami) – wydany 11 września[14]
- 8. Beauty and the Beast (pol. Piękna i Bestia) – wydany 18 września[15]

### Sezon 2
- 9. The Master Thief (pol. Złodziej nad złodzieje) – wydany 30 października 2008[16]
- 10. The Singing Bone (pol. Śpiewająca kość) – wydany 6 listopada[17]
- 11. King Midas (pol. Król Midas) – wydany 13 listopada[18]
- 12. Cinderella (pol. Kopciuszek) – wydany 20 listopada[19]
- 13. The Golden Goose (pol. Złota gęś) – wydany 27 listopada[20]
- 14. The Iron John (pol. Żelazny Jan) – wydany 4 grudnia[21]
- 15. The Pied Piper (pol. Flecista z Hameln) – wydany 11 grudnia[22]
- 16. A Christams Carol (pol. Opowieść wigilijna) – wydany 18 grudnia[23]

### Sezon 3
- 17. The Frog King – (pol. Żabi król) – wydany 12 lutego 2009
- 18. Jack and The Beanstalk (pol. Jaś i magiczna fasola) – wydany 19 lutego
- 19. Mulan (pol. Hua Mulan) – wydany 26 lutego
- 20. Pinocchio (pol. Pinokio) – wydany 5 marca
- 21. Sleeping Beauty (pol. Śpiąca królewna) – wydany 12 marca, zawiera ponadto bajki Roszpunka oraz Titelitury
- 22. The Adventures of Thumbling (pol. Przygody Paluszka) – wydany 16 kwietnia
- 23. Snow White (pol. Królewna Śnieżka) – wydany 23 kwietnia

W założeniu miały się pojawić jeszcze dwa epizody, jednak z powodu migracji serwisu GameTap na nową stronę zostały one anulowane.